# Suzuka Nakamotová
Suzuka Nakamotová, nepřechýleně Nakamoto, (中元 すず香; * 20. prosince 1997, prefektura Hirošima, Japonsko) je japonská zpěvačka, modelka a idol. Je reprezentována talentovou agenturou Amuse. Byla členkou tří kapel: Karen Girl's (可憐Girl's), Sakura Gakuin (さくら学院) a Babymetal (BABYMETAL).

## Biografie
Suzuka byla zapsána do talentové agentury Amuse (アミューズ) po umístění se na druhém místě v talentové soutěži pořádané touto agenturou.
V roce 2008 agentura zformovala kapelu Karen Girl's (可憐Girl's), jíž se stala součástí.
Kapela byla mladší sestrou kapely Perfume a zpívala několik úvodních písniček do anime Zettai Karen Children (絶対可憐チルドレン). Po skončení seriálu (31. března 2009) byla kapela rozpuštěna.
V roce 2010 se Nakamoto stala zakládající členkou idolové skupiny Sakura Gakuin. Členky skupiny také vytvořili menší skupiny, takzvané kluby, které vydávaly vlastní písničky. Suzuka byla členkou klubu tvrdé hudby, který vydával písničky pod jménem Babymetal. Ve skupině byly dvě další členky skupiny Sakura Gakuin, Yui Mizuno (水野 由結) a Moa Kikuchi (菊地 最愛).
Na jaře 2013 Suzuka absolvovala nižší střední školu a proto musela "promovat" i ze skupiny Sakura Gakuin. Její absolventský koncert byl 31. března 2013 v Tokyo International Forum.
Suzuka Nakamoto momentálně vystupuje s Babymetalem pod jménem Su-metal. První album (jmenovalo se Babymetal) skupina vydala v únoru 2014.

## Osobní informace
Suzuka má starší sestru, Himeku Nakamotovou (中元 日芽香), která je členka idolové kapely Nogizaka46 (乃木坂46). Obě studovaly na Actor 's School Hiroshima a zpívaly spolu jako duo s názvem Tween.